# Niamana (Nara)
Pour les articles homonymes, voir Niamana.
Niamana est une commune rurale malienne, située dans le pays de la Bakhounou,  de l'arrondissement central de Mourdiah, dans le cercle de Mourdiah, et la région de Nara, elle a pour chef-lieu la localité de Mourdiah.

## Histoire
En 2023, la loi 2023-007 soustrait une partie de la commune de Niamana pour former la commune de Madina-Kagoro qui compte 15 villages, la commune de Niamana conserve 26 villages, fractions ou quartiers.

## Villages
La commune s'étend sur 39 localités relevées lors du recensement général de 2009. 
Les villages les plus peuplés sont :
- Mourdiah (5 502 habitants) ;
- Naouléna (1 409 habitants) ;
- Dalibougou (1 141 habitants).

La loi 2023-007 attribue à la commune 26 villages.